# Gauss (månekrater)
Gauss er et nedslagskrater på Månen. Det befinder sig på Månens forside nær den nordøstlige rand. På grund af sin placering ses Gausskrateret i perspektivisk forkortning fra Jorden, og dets synlighed er påvirket af libration. Det er opkaldt efter den tyske matematiker Carl F. Gauss (1777 – 1855).
Navnet blev officielt tildelt af den Internationale Astronomiske Union (IAU) i 1935. 

## Omgivelser
Nordøst for Gausskrateret ligger Riemannkrateret, som er et andet nedslagsbassin endnu tættere ved måneranden. Sydvest for Gauss ligger kraterparret Hahn og Berosus. Næsten direkte sydpå ligger Senecakrateret. 

## Karakteristika
Gauss hører til den kategori af månekratere, som kaldes bassiner, hvilket er udtryk for, at dets diameter er større end 110 kilometer, at det har en noget sænket kraterbund og at der kun er en lille – eller slet ingen – central top.
Kraterranden i Gauss er bedst formet i dens nordlige halvdel, og de indre kratervægge udviser nogle terrasser mod nordvest, mens de synes at være skredet ned mod nordøst. Randens sydlige del er noget mere erodet.
Kraterbunden er temmelig flad visse steder, men den er mærket af adskillige kratere i den sydlige del. Det lille krater "Gauss B" ligger langs indersiden af den østlige rand, og det mindre "Gauss A" ligger over randen lige nordøst for "Gauss B". I kraterbunden ses også flere kløfter, særlig langs de østlige og nordvestlige sider. Den ujævne kraterrand mod syd og en række højdedrag mod nord giver indtryk af en højderygslinje, som krydser kraterbunden fra nord til syd.

## Satellitkratere
De kratere, som kaldes satellitter, er små kratere beliggende i eller nær hovedkrateret. Deres dannelse er sædvanligvis sket uafhængigt af dette, men de får samme navn som hovedkrateret med tilføjelse af et stort bogstav. På kort over Månen er det en konvention at identificere dem ved at placere dette bogstav på den side af satellitkraterets midte, som ligger nærmest hovedkrateret. Gausskrateret har følgende satellitkratere:
| Gauss | Længde  | Bredde  | Diameter |
| ----- | ------- | ------- | -------- |
| A     | 36,5° N | 82,7° Ø | 18 km    |
| B     | 35,9° N | 81,2° Ø | 37 km    |
| C     | 39,7° N | 72,1° Ø | 29 km    |
| D     | 39,3° N | 73,8° Ø | 24 km    |
| E     | 35,3° N | 77,6° Ø | 8 km     |
| F     | 34,8° N | 78,3° Ø | 20 km    |
| G     | 34,2° N | 78,6° Ø | 18 km    |
| H     | 33,2° N | 77,1° Ø | 11 km    |
| J     | 40,6° N | 72,6° Ø | 14 km    |
| W     | 34,5° N | 80,2° Ø | 18 km    |

## Måneatlas
- Billeder af Gausskrateret i LPI-måneatlasset